# Pornographisation
La pornographisation ou pornification est la reprise par la culture dominante des styles ou du contenu de l'industrie du sexe et de la sexualisation de la culture, en général occidentale. Ce processus est en plein essor et est parfois dénoncé par les mouvements d'opposition à la pornographie.

## Effets des médias

### Médias traditionnels
Tout comme le potentiel lien entre images explicitement violentes et actions violentes est sujet à débat, l'on met parfois les images explicitement sexuelles dans la même logique, bien que la pornographie joue sans aucun doute un rôle important dans la façon dont les gens perçoivent le sexe et les rapports sexuels[réf. souhaitée]. Aucun consensus ne s'est dégagé,.

### Internet
Internet est un grand vecteur de la pornographisation et de la prolifération de la pornographie, en particulier chez les adolescents. Le nombre de productions professionnelles et amatrices ont explosés et, progressivement, la technologie rendant possible l'affichage d'images et de vidéos dans des résolutions de plus en plus élevées, ou encore la lecture en continu, a amené de nouveaux consommateurs[réf. souhaitée]. La consommation de pornographie via internet est considérable : en 2022, mondialement, le dixième site le plus consulté est un site à contenu pornographique, et parmi les 50 premiers, cinq le sont.

#### Mèmification
La consommation de contenu explicitement sexuel étant de plus en plus assumée, de pair avec la libération des mœurs et de par la libération sexuelle, des manifestations populaires telles que le défi No Nut November se propagent surtout via Internet,.
Ainsi, dès lors, ces popularisations ont aidé à la prolifération de mèmes tels que mentionner des termes redondants relatifs à la pornographie — on peut par exemple penser aux productions taboues, comme celles plus ou moins proche de l'inceste ; de par leur popularisation plutôt contemporaine au début de telles mèmification, l'on peut parfois rencontrer les termes, le plus souvent en anglais, liés à la famille par alliance comme « step-brother », « step-sister », « step-father », « step-mother » et dérivés dans des mèmes,.
Un autre mème récurrent est la diffusion en public de traits exclusivement liés à la pornographie, à l'instar de la diffusion ou de la performance musicale du court générique joué avant les vidéos provenant de la communauté Pornhub, l'un des principaux sites du milieu,.

## Voir également
- Culture dominante

- Opposition à la pornographie
- Pornographie
- Mème